# Nathan P. Bryan
Nathan Philemon Bryan, född 23 april 1872 nära Fort Mason, Florida, död 8 augusti 1935 i Jacksonville, Florida, var en amerikansk demokratisk politiker och jurist. Han representerade Florida i USA:s senat mellan 1911 och 1917.
Bryan avlade 1893 grundexamen vid Emory College (numera Emory University) och 1895 juristexamen vid Washington and Lee University. Han efterträdde 1911 James Taliaferro som senator för Florida. Han förlorade i demokraternas primärval inför senatsvalet 1916 mot Park Trammell. Han blev 1920 utnämnd till domare i en appellationsdomstol.
Bryans grav finns på Evergreen Cemetery i Jacksonville. Hans bror William James Bryan var senator för Florida 1907–1908.